# سنگ‌باران
سنگباران (انگلیسی: Raining Stones) فیلمی درام و کمدی به کارگردانی کن لوچ محصول سال ۱۹۹۳ است. از بازیگران آن می‌توان بروس جونز، جولی براون و جولی براون را نام برد.
فیلم جایزه هیئت داوران جشنواره فیلم کن را گرفته‌است.